# ALICE (sztuczna inteligencja)
ALICE (Artificial Linguistic Internet Computer Entity) – program komputerowy starający się naśladować ludzką konwersację i jednocześnie projekt Open Source mający na celu jego doskonalenie. ALICE nie zdołał jeszcze całkowicie spełnić testu Turinga, ale trzykrotnie wygrał oparte na tym teście zawody o Nagrodę Loebnera.
ALICE został zainspirowany programem ELIZA, lecz jest oparty na innych założeniach matematycznych i ogólnym podejściu do problemu. Stara się on wykorzystywać modele matematyczne, heurystyki naturalnej konwersacji.
ALICE to akronim od Artificial Linguistic Internet Computer Entity, w którym to projekcie uczestniczy ok. 300 programistów i tysiące wolontariuszy testujących ALICE przez Internet. Projekt ALICE ruszył w 1995 roku. Program jest rozwijany w języku Java, choć istnieją też źródła w C++. Program w obu wersjach językowych wykorzystuje specjalnie opracowaną dla niego aplikację XML o nazwie AIML.
Pomysłodawcą projektu ALICE był haker Richard Wallace.